# ائتلاف الخير للإغاثة الإنسانية
ائتلاف الخير هي منظمة تتألف من أكثر من 50 جمعية خيرية إسلامية وذلك من أجل جمعِ التبرعات إلى كل المنظمات التي تنتمي إلى حركة حماس التي تستقرُ في أراضي قطاع غزة. جدير بالذكر هنا أنّ وزارة الخارجية الأمريكية تُصنّفُ حركة المقاومة الإسلامية ضد الاحتلال الإسرائيلي على قائمة المنظمات الإرهابية الأجنبية. تأسّسَ هذا الائتلاف في أيار/مايو 2001 ويتخدُ منَ المملكة العربية السعودية مقرًا له. حاولَت إسرائيل منعَ وحظر هذا الائتفلاف من العمل في الضفة الغربية وقطاع غزة في عام 2002 لكنّه فشل في ذلك ثم عاودَ حظره في عام 2008. اتهمت وزارة الخزانة في الولايات المتحدة الاتحاد أو الائتلاف بدعم الإرهاب بموجب الأمر التنفيذي رقم 13224 الصادِر في تشرين الثاني/نوفمبر 2008.

## الهيكل التنظيمي
تمّ تأسيس هذا الائتلاف على يدِ رجل الدين يوسف القرضاوي المُقرّب من جماعة الإخوان المسلمين وذلك مُباشرة بعد اندلاع انتفاضة الأقصى في أكتوبر 2000 بهدفِ إشراك قيادة حماس في هذه الانتفاضة وتمويله في حملة طويلة الأمد من أجل مساعدة الفلسطينيين والسلطة الفلسطينية. يتكوّنُ الائتلاف من عددٍ من الأفراد والمؤسسات التي تعملُ على دعمِ حركة حماس من مُختلف أنحاء العالم. قامَ هذف الائتلاف بتقسيم -من الناحية النظرية- قطاع غزة إلى أربع مناطق إدارية وذلكَ من أجل تحقيق أقصى قدر من الكفاءة في نقل الأموال.

## الأنشطة
موّلت المنظمة حركة حماس وباقي الجمعيات الخيرية في غزة كما ساعدت في توفير الطرود الغذائية ودعم الأسر خاصة من استُشهدَ أفرادها في عمليات المقاومة أو حتّى خلال القتال ضدّ المُحتل الإسرائيلي.

## المنظمات الأعضاء
فيما يلي بعض من أبرز الجمعيات والصناديق التي تشكل وتكوّنُ الائتلاف:
- هيئة الإغاثة الإسلامية العالمية في المملكة العربية السعودية[8][9]
- مؤسسة الأرض المقدسة في الولايات المتحدة.[10]
- الجمعية الخيرية الإسلامية برئاسة محمد علي حسن المؤيد
- هيئة الإغاثة الإنسانية وحقوق الإنسان والحريات في تركيا[11][12]
- الندوة العالمية للشباب الإسلامي[13][14]
- مؤسسة الأقصى الخيرية.[15][16][17]

## اتّهام الائتلاف بالإرهاب
تُصنّف الولايات المتحدة -حليفة إسرائيل الدائمة- ائتلاف الخير على لوائح الإرهاب وذلك بسببِ تمويله لحركة حماس التي تُصنّفها هي الأخرى على نفس اللائحة. حسب وزارة الخزانة الأميركية فالائتلاف يتكوّن من قادة حماس وغيرها من «قادة الحركات الإرهابية». بسبب طبيعة عمل الاتحاد فهو يضم تحت لوائه عشرات الجمعيات الخيرية التي صُنّفت هي الأخرى كإرهابية في الضفة الغربية وقطاع غزة من قِبلِ إسرائيل والولايات المتحدة على حدّ سواء. سُبقَ وأن منعت السلطات الأمريكية الشيخ يوسف القرضاوي أحد أعضاء ومؤسّسي هذا الائتلاف من دخول الولايات المتحدة،  فرنسا وكذا المملكة المتحدة وذلكَ بسببِ صلته المزعومة بعدّة منظمات إرهابية. هناكَ عضوٌ بارز آخر في مجلس إدارة الائتلاف وهو السيّد عبد المجيد الزنداني الذي يقومُ بجمع التبرعات. اتهمت الولايات المتحدة هذا الأخير بتأييد تنظيم القاعدة.